# آلن موبری
آلن موبری (انگلیسی: Alan Mowbray; ۱۸ اوت ۱۸۹۶ – ۲۵ مارس ۱۹۶۹) یک هنرپیشه اهل بریتانیا بود.

## فیلم‌شناسی
- پادشاه و من
- اتود در قرمز لاکی
- کلمنتاین عزیزم
- مردی که زیاد می‌دانست (۱۹۵۶)
- بکی شارپ
- دور دنیا در هشتاد روز
- میدان برکلی
- ماری ملکه اسکاتلند
- الکساندر همیلتون
- خانه روتشیلت
- آن خانم همیلتون
- مرد من گادفری
- آندروکلس
- وحشت نیمه‌شب
- شرلوک هولمز
- رز ماری
- ولتر
- به دلت بد نیار

## مرگ
موبری در سال ۱۹۶۹ در هالیوود بر اثر سکته قلبی درگذشت و همسر و فرزندانش زنده ماند. جسد او در قبرستان صلیب مقدس در کالور سیتی، کالیفرنیا به خاک سپرده شده است.